# Petersburg (Illinois)
Petersburg es una ciudad ubicada en el condado de Menard en el estado estadounidense de Illinois. En el Censo de 2010 tenía una población de 2260 habitantes y una densidad poblacional de 598,9 personas por km².

## Geografía
Petersburg se encuentra ubicada en las coordenadas 40°0′50″N 89°50′51″O / 40.01389, -89.84750. Según la Oficina del Censo de los Estados Unidos, Petersburg tiene una superficie total de 3.77 km², de la cual 3.77 km² corresponden a tierra firme y (0%) 0 km² es agua.

## Demografía
Según el censo de 2010, había 2260 personas residiendo en Petersburg. La densidad de población era de 598,9 hab./km². De los 2260 habitantes, Petersburg estaba compuesto por el 97.08% blancos, el 0.66% eran afroamericanos, el 0.27% eran amerindios, el 0.44% eran asiáticos, el 0% eran isleños del Pacífico, el 0.27% eran de otras razas y el 1.28% pertenecían a dos o más razas. Del total de la población el 0.8% eran hispanos o latinos de cualquier raza.